# USS Belet (APD-109)
USS Belet (APD-109) là một tàu vận chuyển cao tốc lớp Crosley, nguyên được cải biến từ chiếc DE-599, một tàu hộ tống khu trục lớp Rudderow, và đã phục vụ cùng Hải quân Hoa Kỳ trong Chiến tranh Thế giới thứ hai. Nó là chiếc tàu chiến duy nhất của Hải quân Hoa Kỳ được đặt cái tên này, theo tên Thượng sĩ Thủy quân Lục chiến Robert Alfred Belet (1914-1942), người từng phục vụ cùng Sư đoàn 1 Thủy quân Lục chiến tại Guadalcanal thuộc quần đảo Solomon, được tặng thưởng Huân chương Ngôi sao Bạc và đã tử trận vào ngày 12 tháng 9, 1942. Nó đã phục vụ cho đến khi chiến tranh kết thúc, xuất biên chế năm 1946, rồi được chuyển cho Mexico năm 1963 và tiếp tục phục vụ như là chiếc ARM California (H03/B-3) cho đến khi bị đắm vào năm 1972.

## Thiết kế và chế tạo
Thiết kế của lớp Crosley dựa trên việc cải biến lớp tàu hộ tống khu trục Rudderow. Cấu trúc thượng tầng con tàu được mở rộng, đồng thời tháo dỡ bớt vũ khí trang bị để lấy chỗ bố trí nơi nghỉ cho 162 binh lính được vận chuyển cùng khoảng 40 tấn trang bị. Hệ thống động lực tương tự như với các lớp Buckley và Rudderow; là kiểu động cơ turbine-điện General Electric, cung cấp điện năng cho mô-tơ điện để dẫn động hai trục chân vịt.
Dàn vũ khí được giữ lại bao gồm một khẩu pháo 5 inch (130 mm)/38 cal bố trí một phía trước mũi; ba khẩu đội pháo phòng không Bofors 40 mm nòng đôi và sáu pháo phòng không Oerlikon 20 mm; vũ khí chống ngầm gồm hai đường ray Mk. 9 để thả mìn sâu. Thủy thủ đoàn đầy đủ bao gồm 15 sĩ quan và 168 thủy thủ; và con tàu được bố trí tiện nghi để vận chuyển 12 sĩ quan cùng 150 binh lính đổ bộ.
Belet được đặt lườn như là chiếc DE-599 tại Xưởng tàu Bethlehem-Hingham ở Hingham, Massachusetts vào ngày 26 tháng 1, 1944. Nó được hạ thủy vào ngày 3 tháng 3, 1944, được đỡ đầu bởi bà Eleanor J. Belet, vợ góa của Thượng sĩ Belet. Đang khi được hoàn thiện, con tàu được xếp lại lớp như một tàu vận chuyển cao tốc vào ngày 17 tháng 7, 1944, mang ký hiệu lườn mới APD-109, và nhập biên chế cùng Hải quân Hoa Kỳ vào ngày 15 tháng 6, 1945 dưới quyền chỉ huy của Hạm trưởng, Thiếu tá Hải quân Albert P. Merrill.

## Lịch sử hoạt động

### USSBelet
Sau khi được tiếp liệu, Belet lên đường vào ngày 3 tháng 7, 1945, đi sang khu vực vịnh Guantánamo, Cuba để tiến hành việc chạy thử máy huấn luyện trong bốn tuần lễ, rồi được chuẩn bị để điều động sang khu vực Mặt trận Thái Bình Dương. Nó khởi hành từ Norfolk, Virginia vào ngày 13 tháng 8, vận chuyển hành khách đi sang vùng bờ Tây; tuy nhiên vào ngày hôm sau, bên kia đường đổi ngày quốc tế, Nhật Bản đã chấp nhận đầu hàng giúp chấm dứt vĩnh viễn cuộc xung đột. Dù vậy, con tàu vẫn tiếp tục hành trình, đi đến San Diego, California vào ngày 27 tháng 8.
Rời San Diego năm ngày sau đó, Belet hướng sang khu vực quần đảo Mariana, chỉ ghé lại Trân Châu Cảng vừa đủ thời gian để tiếp nhiên liệu và tiếp liệu, và đi ngang qua đảo san hô Eniwetok trước khi đến Saipan vào ngày 17 tháng 9. Con tàu làm nhiệm vụ luân chuyển lực lượng, hộ tống và cứu hộ tại khu vực Mariana cho đến ngày 8 tháng 10, khi nó lên đường hướng sang Nhật Bản để phục vụ cùng lực lượng chiếm đóng. Vào ngày 11 tháng 10, nó thay phiên cho tàu cutter Tuần duyên USCGC Taney (WHEC-37) trong vai trò tàu kiểm soát cảng tại Wakayama, Nhật Bản. Nó đảm nhiệm vai trò này cho đến khi lên đường quay trở về Hoa Kỳ vào tháng 12.
Tham gia Chiến dịch Magic Carpet, Belet vận chuyển các cựu quân nhân Hoa Kỳ hồi hương về đến San Diego vào tháng 1, 1946, rồi tiếp tục đi sang vùng bờ Đông. Con tàu được sửa chữa tại Xưởng hải quân Boston ở Boston, Massachusetts trước khi đi xuống phía Nam đến Green Cove Springs, Florida, nơi nó được chuẩn bị để ngừng hoạt động. Con tàu được cho xuất biên chế vào ngày 22 tháng 5, 1946 và được đưa về Hạm đội Dự bị Đại Tây Dương. Tên nó được cho rút khỏi danh sách Đăng bạ Hải quân vào ngày 12 tháng 12, 1963.

### ARMCalifornia(H03/B03)
Belet được chuyển cho Mexico vào ngày 12 tháng 12, 1963 trong khuôn khổ Chương trình Viện trợ Quân sự, và phục vụ cùng Hải quân Mexico như là chiếc ARM California (H03). Ký hiệu lườn của con tàu sau được đổi thành B03. Nó bị mắc cạn tại bán đảo Bahia vào ngày 16 tháng 1, 1972 và không thể cứu hộ được. Lườn tàu sau đó bị tháo dỡ tại chỗ.

## Phần thưởng
Nguồn: Navsource Naval History
|  |  |  |
|  |  |  |

| Huân chương Chiến dịch Hoa Kỳ                 |                                      |                                         |
| Huân chương Chiến dịch Châu Á-Thái Bình Dương | Huân chương Chiến thắng Thế Chiến II | Huân chương Phục vụ Chiếm đóng Hải quân |